# خانه زنجانچی
خانه زنجانچی مربوط به دوره قاجار است و در قزوین، خیابان مولوی، کوچه دهنه دیمج، کوچه مسجد ولی عصر واقع شده و این اثر در تاریخ ۱۷ اسفند ۱۳۸۱ با شمارهٔ ثبت ۷۶۸۰ به‌عنوان یکی از آثار ملی ایران به ثبت رسیده است. از اوایل دهه 40 شمسی این بنا در تملک خاندان منتظری قرار دارد.